# Petrocephalus sullivani
Petrocephalus sullivani es una especie de pez elefante eléctrico perteneciente al género Petrocephalus en la familia Mormyridae presente en varias cuencas hidrográficas de África, entre ellas los ríos Ivindo, Ogooué, Nyanga y Ntem. Es nativa de Gabón; y puede alcanzar un tamaño aproximado de 9,3 cm.

## Estado de conservación
Respecto al estado de conservación, se puede indicar que de acuerdo a la IUCN, esta especie puede catalogarse en la categoría «Preocupación menor (LC)».